# Elodina aruensis
Elodina aruensis är en fjärilsart som beskrevs av James John Joicey och Talbot 1922. Elodina aruensis ingår i släktet Elodina och familjen vitfjärilar. Inga underarter finns listade i Catalogue of Life.